# The Yellow Handkerchief (film, 2008)
Pour les articles homonymes, voir The Yellow Handkerchief.
Pour plus de détails, voir Fiche technique et Distribution.
The Yellow Handkerchief est un film américain réalisé par Udayan Prasad, sorti en 2008. C'est le remake d'un film japonais du même nom, réalisé en 1977 par Yōji Yamada.

## Synopsis
Trois étrangers solitaires, Brett, Martine et Gordy, se retrouvent à traverser ensemble la Louisiane en voiture. Après avoir passé six ans en prison, le premier tente de se réconcilier avec son passé et avec son ex-épouse May. Martine, de son côté, est une adolescente de 15 ans un peu paumée qui cherche à réévaluer ses relations avec les garçons et sa famille. Quant à Gordy, un geek un peu paria, il veut seulement se faire accepter par une société qui le repousse. Au cours de leur voyage, tous trois apprennent à mieux se comprendre et à faire la paix avec eux-mêmes.

## Fiche technique
- Titre : The Yellow Handkerchief
- Réalisation : Udayan Prasad
- Scénario : Erin Dignam et Pete Hamill, d'après son œuvre
- Décors : Monroe Kelly
- Costumes : Caroline Eselin (it)
- Photographie : Chris Menges
- Montage : Christopher Tellefsen
- Musique : Jack Livesey
- Producteur : Arthur Cohn
- Société de production : Arthur Cohn Productions
- Pays d'origine :  États-Unis
- Langue : anglais
- Genre : comédie dramatique
- Durée : 102 minutes
- Sortie : 2008 au Festival du film de Sundance[1]

## Distribution
- William Hurt : Brett Hanson
- Maria Bello : May
- Kristen Stewart : Martine
- Eddie Redmayne : Gordon, dit « Gordy »